# Jan Kristen
Jan Gerhard Kristen (Goor, 22 juli 1942) is een Nederlands politicus van de PvdA.
Na de Rijks HBS in Lochem ging hij Nederlandse Taal en Letterkunde studeren aan de Rijksuniversiteit Groningen. Hierna begon hij zijn carrière in het onderwijs die hij in 1996 eindigde als sectordirecteur van het Thorbecke Scholengemeenschap in Zwolle.
Daarnaast is hij ook lange tijd politiek actief. Zo was Kristen van 1974 tot 1982 gemeenteraadslid in Dalfsen waarvan meerdere jaren als PvdA-fractievoorzitter. In 1984 werd hij lid van de Provinciale Staten van Overijssel en in 1987 werd hij ook daar fractievoorzitter. Daarnaast was hij van 1996 tot 2007 lid van de Gedeputeerde Staten van Overijssel.
Nadat burgemeester Frans Willeme na een vertrouwensconflict met de gemeenteraad van Dinkelland was vertrokken werd Kristen daar begin 2008 benoemd tot waarnemend burgemeester. Anderhalf jaar later werd hij waarnemend burgemeester in Wierden wat hij tot de zomer van 2010 zou blijven. Vanaf 1 januari 2011 was hij een half jaar de waarnemend burgemeester van Hellendoorn.